# Lachowo (gmina)
Lachowo – dawna gmina wiejska istniejąca przejściowo w XIX wieku oraz w latach 1923–1954 oraz 1973–1976 w woj. białostockim, a następnie w woj. łomżyńskim (dzisiejsze woj. podlaskie). Siedzibą gminy było Lachowo.
Za Królestwa Polskiego gmina Lachowo należała do powiatu szczuczyńskiego w guberni łomżyńskiej W 1877 roku jednostkę zniesiono przez włączenie do gminy Grabowo.
Gminę Lachowo odtworzono 1 stycznia 1923 roku w powiecie szczuczyńskim w woj. białostockim z części obszaru gminy Grabowo. Była to gmina graniczna z Prusami.
Po wojnie gmina zachowała przynależność administracyjną. 1 stycznia 1948 gmina Lachowo weszła w skład nowo utworzonego powiatu kolneńskiego w tymże województwie. Według stanu z 1 lipca 1952 roku gmina składała się z 23 gromad. Gmina została zniesiona 29 września 1954 roku wraz z reformą wprowadzającą gromady w miejsce gmin.
Gminę Lachowo reaktywowano 1 stycznia 1973 roku w woj. białostockim powiecie kolneńskim. 1 czerwca 1975 roku gmina znalazła się w nowo utworzonym woj. łomżyńskim. 2 lipca 1976 roku gmina została zniesiona przez połączenie z dotychczasową gminą Kolno w nową gminę Kolno.